# La Cañada, Panindícuaro
La Cañada är en ort i Mexiko. Den ligger i kommunen Panindícuaro och delstaten Michoacán de Ocampo, i den centrala delen av landet, 280 km väster om huvudstaden Mexico City. La Cañada ligger 1 897 meter över havet och antalet invånare är 171.
Terrängen runt La Cañada är kuperad åt sydväst, men åt nordost är den platt. Runt La Cañada är det ganska tätbefolkat, med 70 invånare per kvadratkilometer. Närmaste större samhälle är Panindícuaro de la Reforma, 6,9 km väster om La Cañada. I omgivningarna runt La Cañada växer huvudsakligen savannskog.